# Beaver Cove
Beaver Cove è un comune degli Stati Uniti d'America, situato nello stato del Maine, nella contea di Piscataquis.